# Videoklip roku
Videoklip roku je jedna z nejoblíbenějších kategorií všech hudebních cen. Nejprestižnější ocenění klipu je ocenění na MTV Video Music Awards.

## Vítězové a nominovaní
| Rok  | Vítěz                                                         | Ostatní nominace |
| ---- | ------------------------------------------------------------- | --- |
| 1984 | The Cars — „You Might Think“                                  | - Herbie Hancock — „Rockit“ - Michael Jackson — „Thriller“ - Cyndi Lauper — „Girls Just Want to Have Fun“ - The Police — „Every Breath You Take“                                                                                               |
| 1985 | Don Henley — „The Boys of Summer“                             | - Tom Petty and the Heartbreakers — „Don't Come Around Here No More“ - David Lee Roth — „California Girls“ - David Lee Roth — „Just a Gigolo/I Ain't Got Nobody“ - USA for Africa — „We Are the World“                                         |
| 1986 | Dire Straits — „Money for Nothing“                            | - a-ha — „Take on Me“ - Godley & Creme — „Cry“ - Robert Palmer — „Addicted to Love“ - Talking Heads — „Road to Nowhere“ |
| 1987 | Peter Gabriel — „Sledgehammer“                                | - Genesis — „Land of Confusion“ - Paul Simon — "The Boy in the Bubble" - U2 — „With or Without You“ - Steve Winwood — „Higher Love“ |
| 1988 | INXS — „Need You Tonight/Mediate“                             | - George Harrison — „When We Was Fab“ - Bruce Springsteen — „Tunnel of Love“ - U2 — „I Still Haven't Found What I'm Looking For“ - U2 — „Where the Streets Have No Name“                                                                       |
| 1989 | Neil Young — "This Note's for You"                            | - Fine Young Cannibals — „She Drives Me Crazy“ - Michael Jackson — „Leave Me Alone“ - Madonna — „Like a Prayer“ - Steve Winwood — „Roll with It“                                                                                               |
| 1990 | Sinéad O'Connor — „Nothing Compares 2 U“                      | - Aerosmith — „Janie's Got a Gun“ - Don Henley — „The End of the Innocence“ - Madonna — „Vogue“ |
| 1991 | R.E.M. — „Losing My Religion“                                 | - C+C Music Factory — „Gonna Make You Sweat (Everybody Dance Now)“ - Deee-Lite — „Groove Is in the Heart“ - Divinyls — „I Touch Myself“ - Chris Isaak — „Wicked Game“ - Queensrÿche — „Silent Lucidity“                                        |
| 1992 | Van Halen — „Right Now“                                       | - Def Leppard — „Let's Get Rocked“ - Nirvana — „Smells Like Teen Spirit“ - Red Hot Chili Peppers — „Under the Bridge“ |
| 1993 | Pearl Jam — „Jeremy“                                          | - Aerosmith — „Livin' on the Edge“ - En Vogue — „Free Your Mind“ - Peter Gabriel — „Digging in the Dirt“ - R.E.M. — „Man on the Moon“ |
| 1994 | Aerosmith — „Cryin'“                                          | - Beastie Boys — „Sabotage“ - Nirvana — „Heart-Shaped Box“ - R.E.M. — „Everybody Hurts“ |
| 1995 | TLC — „Waterfalls“                                            | - Green Day — „Basket Case“ - Michael Jackson and Janet Jackson — „Scream“ - Weezer — „Buddy Holly“ |
| 1996 | The Smashing Pumpkins — „Tonight, Tonight“                    | - Bone Thugs-n-Harmony — „Tha Crossroads“ - Foo Fighters — „Big Me“ - Alanis Morissette — „Ironic“ |
| 1997 | Jamiroquai — „Virtual Insanity“                               | - Beck — „The New Pollution“ - Jewel — „You Were Meant for Me“ - Nine Inch Nails — „The Perfect Drug“ - No Doubt — „Don't Speak“ |
| 1998 | Madonna — „Ray of Light“                                      | - Brandy and Monica — „The Boy Is Mine“ - Puff Daddy and the Family — „It's All About the Benjamins (Rock Remix)“ - Will Smith — „Gettin' Jiggy wit It“ - The Verve — „Bitter Sweet Symphony“                                                  |
| 1999 | Lauryn Hill — „Doo Wop (That Thing)“                          | - Backstreet Boys — „I Want It That Way“ - Korn — „Freak on a Leash“ - Ricky Martin — „Livin' la Vida Loca“ - Will Smith (společně s Dru Hill and Kool Moe Dee) — „Wild Wild West“                                                             |
| 2000 | Eminem — „The Real Slim Shady“                                | - Blink-182 — „All the Small Things“ - D'Angelo — „Untitled (How Does It Feel)“ - 'N Sync — „Bye Bye Bye“ - Red Hot Chili Peppers — „Californication“                                                                                          |
| 2001 | Christina Aguilera, Lil' Kim, Mýa and Pink — „Lady Marmalade“ | - Missy Elliott — „Get Ur Freak On“ - Eminem (společně s Dido) — „Stan“ - Fatboy Slim — „Weapon of Choice“ - Janet Jacksonová — „All for You“ - U2 — „Beautiful Day“                                                                           |
| 2002 | Eminem — „Without Me“                                         | - Linkin Park — „In the End“ - 'N Sync — „Gone“ - Nas — „One Mic“ - P.O.D. — „Alive“ - The White Stripes — „Fell in Love with a Girl“ |
| 2003 | Missy Elliott — „Work It“                                     | - 50 Cent — „In da Club“ - Johnny Cash — „Hurt“ - Eminem — „Lose Yourself“ - Justin Timberlake — „Cry Me a River“ |
| 2004 | OutKast — „Hey Ya!“                                           | - D12 — „My Band“ - Jay-Z — „99 Problems“ - Britney Spears — „Toxic“ - Usher (společně s Ludacris & Lil Jon) — „Yeah!“ |
| 2005 | Green Day — „Boulevard of Broken Dreams“                      | - Coldplay — „Speed of Sound“ - Snoop Dogg (společně s Pharrell) — „Drop It Like It's Hot“ - Gwen Stefani — „Hollaback Girl“ - Kanye West — „Jesus Walks“                                                                                      |
| 2006 | Panic! at the Disco — „I Write Sins Not Tragedies“            | - Christina Aguilera — „Ain't No Other Man“ - Madonna — „Hung Up“ - Red Hot Chili Peppers — „Dani California“ - Shakira (společně s Wyclef Jean) — „Hips Don't Lie“                                                                            |
| 2007 | Rihanna (společně s Jay-Z) — „Umbrella“                       | - Beyoncé — „Irreplaceable“ - Justice — „D.A.N.C.E.“ - Justin Timberlake — „What Goes Around.../...Comes Around“ - Kanye West — „Stronger“ - Amy Winehouse — „Rehab“                                                                           |
| 2008 | Britney Spears — „Piece of Me“                                | - Chris Brown — „Forever“ - Jonas Brothers — „Burnin' Up“ - Pussycat Dolls — „When I Grow Up“ - The Ting Tings — „Shut Up and Let Me Go“ |
| 2009 | Beyoncé — „Single Ladies (Put a Ring on It)“                  | - Eminem — „We Made You“ - Lady Gaga — „Poker Face“ - Britney Spears — „Womanizer“ - Kanye West — „Love Lockdown“ |
| 2010 | Lady Gaga — „Bad Romance“                                     | - 30 Seconds to Mars — „Kings and Queens“ - B.o.B (společně s Hayley Williams) — „Airplanes“ - Eminem — „Not Afraid“ - Florence + the Machine — „Dog Days Are Over“ - Lady Gaga — „Bad Romance“ - Lady Gaga (společně s Beyoncé) — „Telephone“ |